# Stephen Gordon
Stephen John Gordon (* 4. September 1986 in Oldham) ist ein englischer Schachmeister.

## Leben
Gordon belegte vordere Plätze in mehreren Turnieren: 2.–3. Platz bei der 94. Meisterschaft Großbritanniens in Great Yarmouth (2007) und 3.–6. Platz bei der 95. Meisterschaft Großbritanniens in Liverpool (2008).
Im Jahr 2006 erhielt er den Titel Internationaler Meister, die erforderlichen Normen erfüllte er in den Spielzeiten 2003/04 und 2004/05 der Four Nations Chess League (4NCL) sowie beim Sants Open, das im August und September 2005 in Barcelona ausgetragen wurde. Seit 2009 trägt er den Großmeister-Titel. Die erforderlichen Normen erreichte er im September 2006 bei der Meisterschaft der Europäischen Union in Liverpool sowie in den Spielzeiten 2006/07 und 2008/09 der 4NCL.

## Mannschaftsschach
Mit der englischen Nationalmannschaft nahm Stephen Gordon an der Mannschaftseuropameisterschaft 2009 in Novi Sad teil.
In der 4NCL spielte Gordon von 2003 bis 2007 sowie in den Saisons 2013/14 und 2015/16 für 3Cs Oldham, in der Saison 2007/08 für die Hilsmark Kingfisher und nach deren Zusammenschluss mit Wood Green von 2008 bis 2013 für Wood Green Hilsmark Kingfisher, mit denen er 2009, 2010 und 2012 Meister wurde.
In der deutschen Schachbundesliga spielt er seit 2009 für die SG Trier, in der französischen Top 12 spielte er in der Saison 2013/14 für Évry Grand Roque.